# Équipe cycliste Scic
Scic est une équipe italienne masculine de cyclisme sur route, qui a existé de 1969 à 1979.
Dirigée par Eraldo Giganti, elle s'est créée autour du champion du monde Vittorio Adorni, qui y termine sa carrière et remporte notamment le Tour de Suisse en 1969. Giuseppe Saronni commence sa carrière chez Scic en 1977 et remporte notamment le Tour d'Italie en 1979. L'équipe a également compté dans ses rangs Enrico Paolini, qui y a effectué toute sa carrière et a été deux fois champion d'Italie, ainsi que Gianbattista Baronchelli.

## Principales victoires
- Tour de Suisse : Vittorio Adorni (1969),
- Tour de Vénétie : Mino Denti (1969), Giancarlo Polidori (1971), Enrico Paolini (1972), Giuseppe Saronni (1977)
- Tour de Toscane : Giancarlo Polidori (1971), Tino Conti (1975)
- Tour d'Émilie : Enrico Paolini (1975)
- Tour du Pays basque : Gianbattista Baronchelli (1976)
- Tour de Lombardie : Gianbattista Baronchelli (1977)
- Tour de Romandie : Gianbattista Baronchelli (1977), Giuseppe Saronni (1979)
- Grand Prix du Midi Libre : Wladimiro Panizza (1977), Giuseppe Saronni (1979)
- Tirreno-Adriatico : Giuseppe Saronni (1978)
- Tour des Pouilles : Giuseppe Saronni (1978)
- Championnat de Zurich : Giuseppe Saronni (1979)
- Tour d'Italie : Giuseppe Saronni (1979)

## Résultats sur les grands tours
| - Tour d'Italie : - 11 participations (1969, 1970, 1971, 1972, 1973, 1974, 1975, 1976, 1977, 1978, 1979) - 1 classement final : Giuseppe Saronni (1979) - 1 classements annexe : - Classement par points : Giuseppe Saronni 1979 - 26 victoires d'étapes : - 2 en 1969 : Vittorio Adorni, Attilio Benfatto - 2 en 1970 : Enrico Paolini, Luciano Armani - 2 en 1971 : Enrico Paolini, Davide Boifava - 2 en 1972 : Attilio Benfatto, Enrico Paolini - 5 en 1974 : Franco Bitossi (3), Enrico Paolini (2) - 2 en 1975 : Enrico Paolini, Franco Bitossi - 1 en 1976 : Luciano Conati - 2 en 1977 : Ercole Gualazzini, Gianbattista Baronchelli - 5 en 1978 : Giuseppe Saronni (3), Enrico Paolini, Gianbattista Baronchelli - 3 en 1979 : Giuseppe Saronni (3) | - Tour de France : - 3 participations (1970, 1971, 1976) - 3 victoires d'étapes : - 1 en 1971: Luciano Armani - 2 en 1976: Miguel Mari Lasa, Wladimiro Panizza - Tour d'Espagne : 0 participation |